# Semenovia suffruticosa
Semenovia suffruticosa är en flockblommig växtart som först beskrevs av Josef Franz Freyn och Joseph Friedrich Nicolaus Bornmüller, och fick sitt nu gällande namn av Ida P. Mandenova. Semenovia suffruticosa ingår i släktet Semenovia och familjen flockblommiga växter. Inga underarter finns listade i Catalogue of Life.